# Morant-Bay-Aufstand

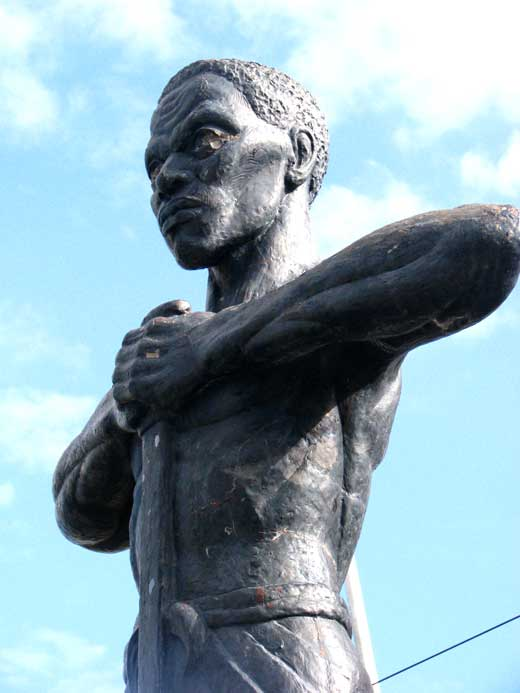
Paul-Bogle-Statue in Morant Bay (Jamaica)

Der Morant-Bay-Aufstand fand ab dem 11. Oktober 1865 in Morant Bay im Saint Thomas Parish auf Jamaika statt. Der von Paul Bogle angeführte Aufstand markiert einen Wendepunkt in der Geschichte der Insel und war Grund einer kontroversen politischen Debatte in Großbritannien.

## Situation vor dem Aufstand
Am 1. August 1834 beendete der Slavery Abolition Act die Sklaverei auf Jamaika. Eigentlich sollten die ehemaligen Sklaven das Wahlrecht erhalten. Deren Armut und eine Wahlsteuer nahmen ihnen aber die Möglichkeit, an Wahlen teilzunehmen. Bei den Wahlen 1864 gab es 32 Mal so viele potentielle schwarze Wähler wie weiße. Dennoch konnten von den 436.000 Wahlberechtigten kaum 2.000 tatsächlich zur Urne gehen, fast ausschließlich Weiße. Eine Dürre zwischen 1864 und 1865 verschlimmerte die Lage für die ehemaligen Sklaven noch mehr, darüber hinaus kursierten Gerüchte um die Wiedereinführung der Sklaverei.
1865 schrieb Edward Underhill, Sekretär der Baptist Missionary Society of Great Britain, einen Brief an die Kolonialverwaltung, in dem er auf die Missstände aufmerksam machte. Jamaikas Gouverneur Edward John Eyre versuchte die Situation zu beschönigen. Die ehemaligen Sklaven organisierten sich in Underhill Meetings. Landarbeiter in Saint Ann schrieben einen Brief an Königin Victoria, in dem sie um Kronland baten, um es zu bebauen. Eyre fügte dem Brief einen eigenen Kommentar hinzu, der offensichtlich die Meinung der Königin beeinflusste.
In ihrer Antwort forderte Königin Victoria die Armen auf, härter zu arbeiten, ohne Hilfe anzubieten. Der wohlhabende ehemalige Sklave George William Gordon ermutigte die Menschen, ihrem Ärger Ausdruck zu verleihen. Einer seiner Anhänger war der Diakon Paul Bogle. Er und ein weiterer Geistlicher wurden nach Spanish Town eingeladen, um mit dem Gouverneur zu sprechen. Eyre ließ sich jedoch nicht dazu herab, sich mit ihnen treffen.

## Der Aufstand
Am 7. Oktober 1865 wurde ein Mann mit schwarzer Hautfarbe von einem Gericht zu einer Freiheitsstrafe verurteilt, weil er eine verlassene Plantage betreten hatte. Das Urteil führte zu Demonstrationen unter Führung von Bogle. Nachdem einer der Demonstranten verhaftet worden war, verlor Bogle die Kontrolle über seine Männer. Sie befreiten den Gefangenen aus dem Gefängnis. Daraufhin wurden Bogle und weitere 27 Personen von der Polizei gesucht.
Der eigentliche Aufstand begann vier Tage später am 11. Oktober. Bogle zog mit einer Gruppe zum Gerichtsgebäude in Morant Bay, wo sie eine Versammlung abhalten wollten. Die Wachen gerieten in Panik und erschossen sieben Menschen. Die Demonstranten begannen zu revoltieren und übernahmen die Kontrolle über die Stadt. 18 weitere Menschen, darunter die Wachen, wurden getötet. Einen Tag später erreichte der Aufstand seinen Höhepunkt. In ganz Saint Thomas beteiligten sich etwa 2.000 Personen. Auf dem Land wurden weiße Plantagenbesitzer getötet oder zur Flucht gezwungen.
Gouverneur Eyre verhängte das Kriegsrecht für ganz Saint Thomas und entsandte Truppen. Die schwach bewaffneten Aufständischen waren nicht in der Lage, organisierten Widerstand zu leisten. Viele ehemalige Sklaven wurden getötet, unabhängig davon, ob sie am Aufstand beteiligt gewesen waren oder nicht.
439 Menschen wurden getötet, weitere 354 (darunter Paul Bogle) wurden verhaftet und später hingerichtet. 600 Menschen, auch schwangere Frauen, wurden ausgepeitscht, viele für lange Zeit inhaftiert. Mehr als 1.000 Häuser wurden zerstört.
George William Gordon, der mit dem Aufstand selbst nichts zu tun hatte, wurde in Kingston verhaftet. Um ihn vor ein Militärgericht stellen zu können, wurde er auf Befehl Eyres nach Morant Bay gebracht, wo immer noch das Kriegsrecht galt. Ein Standgericht ließ ihn noch am 23. Oktober hängen.

## Debatte in Großbritannien
Die Nachricht von der Niederschlagung des Aufstandes verursachte eine heftige Diskussion in Großbritannien. Vertreter verschiedener politischer Richtungen sprachen sich für oder gegen Eyre aus. Eine Untersuchungskommission wurde nach Spanish Town geschickt. Die von ihr gesammelten Erkenntnisse führten zu Eyres Abberufung. Nach der Rückkehr in die Heimat empfingen ihn seine Unterstützer mit einem Bankett, während seine Gegner ihn zur Rechenschaft ziehen wollten. Einige waren der Meinung, dass er wegen Mordes angeklagt werden müsse, was auch zweimal geschah. Ihm wurde jedoch nie der Prozess gemacht.

## Langfristige Auswirkungen
Nach Ende des Aufstands forderte Eyre vom Parlament im November die Auflösung der Verfassung. Er wollte Jamaika zu einer Kronkolonie machen. Gegen den Widerstand einer kleinen Gruppe von Parlamentariern setzte er sich durch.
Einige Monate später wurde er abberufen und durch den liberaleren Sir John Peter Grant ersetzt. Damit endete eine der entbehrungsreichsten Phasen in der jamaikanischen Geschichte. Die nun sorgsamer gewählten und besser überwachten Gouverneure konnten viele Probleme der Insel lösen. Gordon und Bogle gehören heute zu den sieben Nationalhelden Jamaikas.
Aufgrund der Erfahrungen des Aufstandes wurde am 18. November 1867 die Jamaica Constabulary Force (JCF) gegründet.